# Johanna Barker
Johanna Barker is een personage, voorkomend in de meeste versies van het verhaal van Sweeney Todd. In de musical-bewerking van Stephen Sondheim, geïnspireerd door het toneelstuk geschreven door Christopher Bond Sweeney Todd, the Demon Barber of Fleet Street (1973), is ze geportretteerd als de dochter van Benjamin "Sweeney Todd" Barker en zijn vrouw, Lucy. in deze versie is ze later het pleegkind van Judge Turpin, de man die haar vader valselijk veroordeelde en haar moeder verkrachtte.
In de originele versie van het verhaal, het pulpromannetje The String of Pearls (1846-7), is haar naam Johanna Oakley en heeft ze geen enkele band met Benjamin Barker of zijn alter ego Sweeney Todd.

## SondheimsSweeney Todd
In Stephen Sondheims musical Sweeney Todd: The Demon Barber of Fleet Street, nadat Benjamin Barker verbannen werd naar Australië, en Lucy verkracht en tot waanzin gedreven werd, nam rechter Turpin haar in huis en voedde haar op als zijn eigen kind. Hij houdt haar opgesloten in haar kamer in zijn villa. Haar enige verbinding met de buitenwereld is het raam in haar kamer die uitkijkt op de straat en waardoor ze Anthony Hope voor het eerst ziet. Rechter Turpin is van zins om met haar te trouwen, maar dat idee vindt ze weerzinwekkend en ze wijst hem af.
Anthony Hope wordt op het eerste gezicht verliefd op haar, en zweert dat hij haar zal redden uit haar eenzame opsluiting. Rechter Turpin ontdekt het plan om te vluchten, en stuurt haar naar Foggs dolhuis voor de mentaal gestoorden. Ze wordt gered door Anthony die zich voordoet als leerling van een pruikenmaker die naar het dolhuis kwam om zijn 'grondstoffen' te halen. Tijdens de ontsnapping is ze genoodzaakt om Fogg, de eigenaar van het dolhuis, te vermoorden. Vermomd als matroos gaat ze naar de kapperszaak van Sweeney Todd, waar hij verlangt om haar ze zien. Wanneer een bedelares (later blijkt deze haar moeder te zijn) haar volgt naar de winkel, verstopt Johanna zich in een koffer. Van daaruit is ze getuige van Todds moorden op de bedelares en de rechter. Ze wordt bijna zelf vermoord bij haar ontdekking door haar vader die haar niet herkent. Ze overleeft doordat Mrs. Lovett vanuit de kelder gilt, waardoor Sweeney afgeleid wordt en ze kan ontsnappen. In de laatste scène vinden Johanna, Anthony en twee politieagenten Toby in de kelder, eindeloos draaiend aan de gehaktmolen, omgeven door de lichamen van Todd, Lucy, de rechter en Mrs. Lovett. Er mag aangenomen worden dat ze na de film een relatie heeft met Anthony.
Veel van Johanna's dialogen en liederen duiden er op dat ze een goede voedingsbodem voor mentale onstabiliteit heeft geërfd van haar ouders. Bij het zingen van Kiss Me, bijvoorbeeld, onderbreekt ze meermaals Anthony's ontsnappingsplan met paranoïde gebrabbel, gelovend dat ze de rechter hoort thuiskomen, voordat ze kalmeert en hem omarmd.
In Tim Burtons verfilming uit 2007 wordt veel van haar muziek weggeknipt, waaronder Kiss Me en haar rol in het Kwartet in de tweede act. Ze heeft weinig dialogen, waardoor ze gedegradeerd wordt tot stille bijrol. Het einde is ook licht aangepast: in plaats van naar Mrs.Lovett te rennen, laat Sweeney haar gewoon gaan (hij heeft haar nog steeds niet herkend) nadat hij haar bevolen had zijn gezicht te vergeten. hij verlaat haar terwijl ze in zijn kappersstoel zit, en er is geen duiding of zij en Anthony samenkomen op het einde.

## Uitvoersters
- Eve Lister speelde de rol in de verfilming in 1936. Gecrediteerd als "Johanna Oakley".

### Muzikale uitvoersters
- Sarah Rice speelde Johanna in de originele Broadway productie.
- Mandy Moore speelde Johanna in de 1980 Londen Productie.
- Betsy Joslyn portretteerde haar in de film versie van de 1982 tour.
- Jayne Wisener speelde Johanna in de 2007 verfilming geregisseerd door Tim Burton.
- Celia Keenan-Bolger speelde Johanna in de 2004 Productie in het Kennedy Center.